# Palmoconcha propontica
Palmoconcha propontica is een mosselkreeftjessoort uit de familie van de Loxoconchidae. De wetenschappelijke naam van de soort is voor het eerst geldig gepubliceerd in 1983 door Hu.